# Возликов, Александр Филиппович
Александр Филиппович Во́зликов (1922, Творишичи, Брянская губерния — 25 июня 1944, д. Балбетча, Витебская область) — командир отделения 52-й гвардейской отдельной разведывательной роты 51-й гвардейской стрелковой дивизии 6-й гвардейской армии 1-го Прибалтийского фронта, гвардии сержант. Герой Советского Союза (22.7.1944).

## Биография
А. Ф. Возликов родился в деревне Творишичи (ныне Жирятинского района Брянской области). Окончил Жирятинскую среднюю школу.
12 мая 1941 года Жирятинским РВК призван в Красную Армию. Поступил в Орловское лётное училище. На фронтах Великой Отечественной войны с 25 декабря 1942 года. Сделал 22 боевых вылета, трижды был легко ранен. 16 июля 1943 года получил тяжелое ранение, попал в плен, бежал.
Командир отделения гвардии сержант А. Ф. Возликов отличился при освобождении Витебской области. 25 июня 1944 г. с группой разведчиков переправился через реку Западная Двина у деревни Малые Щетьки Бешенковичского района. На плацдарме с тремя бойцами отбил за 8 часов боя 4 контратаки противника. Отвлекая огонь на себя, разведчики содействовали переправе основных сил. А. Ф. Возликов погиб в этом бою.
Первоначально был похоронен в деревне Балбетча (ныне урочище Балбечье). Позднее перезахороне либо в деревне Долгие Шумилинского района, либо в деревне Галыни Бешенковичского района Витебской области.

### Семья
Отец — Филипп Демьянович Возликов, мать — Ольга Ивановна;
- брат — Фёдор (1925—1943),
- брат — Василий[3].

## Награды
- Орден Славы III степени (20.5.1944)[5].
- Медаль «Золотая Звезда» Героя Советского Союза и орден Ленина (22.7.1944, посмертно)[11][12].

## Память
- 9 октября 1967 года в Жирятине был открыт памятник А. Ф. Возликову (скульптор Г. П. Пензев, архитектор Ю. И. Тарабрин)[3].
- Именем А. Ф. Возликова названа улица[13] в Жирятине[3].
- В 2015 году в Жирятине была открыта мемориальная доска Герою Советского Союза А. Ф. Возликову[3].
- С 2016 года имя А. Ф. Возликова носит Жирятинская средняя общеобразовательная школа; в школьном музее открыта экспозиция о Герое Советского Союза А. Ф. Возликове, подготовлена презентация о Герое[2][14].